# Myrmecophagidae
Die Myrmecophagidae sind eine Familie innerhalb der Ameisenbären (Vermilingua). Sie sind in Mittel- und Südamerika verbreitet und bewohnen Wald- und teils Offenlandschaften. Ihre hauptsächliche Ernährung besteht aus staatenbildenden Insekten, die sie mit ihrer langen Zunge aufnehmen. Der Große Ameisenbär stellt den größten Vertreter dar, während die beiden Arten der Tamanduas deutlich kleiner sind. Die Tamanduas sind nur wenig in ihrem Bestand bedroht, der Große Ameisenbär hingegen ist gefährdet.

## Merkmale

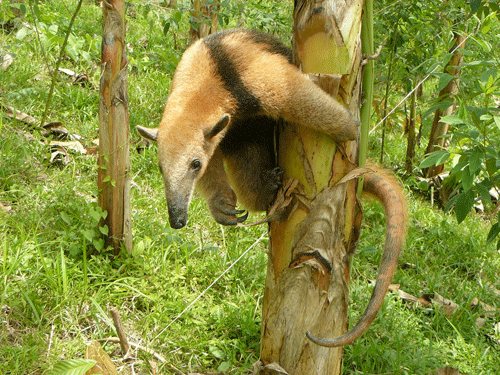
Nördlicher Tamandua (Tamandua mexicana)

Die Myrmecophagidae umfassen kleine bis mittelgroße Säugetiere mit einer Kopf-Rumpf-Länge von 47 bis 140 cm. Das Gewicht variiert je nach Gattung und Art zwischen 2 und 50 kg. Charakteristisch sind die lange, röhrenförmige Schnauze, die kleinen Augen und die ebenfalls kleinen, gerundeten Ohren. Das Maul ist stark reduziert und liegt direkt an der Spitze der Schnauze. Diese birgt zudem eine lange und klebrige Zunge, die der Nahrungsaufnahme dient. Wie alle Vertreter der Unterordnung Vermilingua besitzen auch die Myrmecophagidae keine Zähne. Ein weiteres typisches Merkmal ist der lange Schwanz. An den Vorderfüßen sind jeweils vier Zehen ausgebildet, von denen bei den Tamanduas (Tamandua) alle, beim Großen Ameisenbären (Myrmecophaga) jedoch nur drei mit langen, sichelförmig gebogenen Krallen ausgestattet sind, wobei die mittlere (Strahl III) jeweils am längsten ist. Die Hinterfüße weisen fünf Zehen auf.
Zu den Skelettmerkmalen gehören der stark zurückgebildete Jochbeinbogen und die breite Region zwischen den Augen. Das hintere Ende des Gaumenbeins wird durch das Flügelbein gebildet. Weitere Besonderheiten sind die zusätzlichen Gelenkflächen an den Gelenkfortsätzen (Zygapophysen) der hinteren Brust- und den Lendenwirbel (xenarthrische Gelenke), die die Myrmecophagidae in die Überordnung der Nebengelenktiere verweisen.

## Verbreitung und Lebensweise

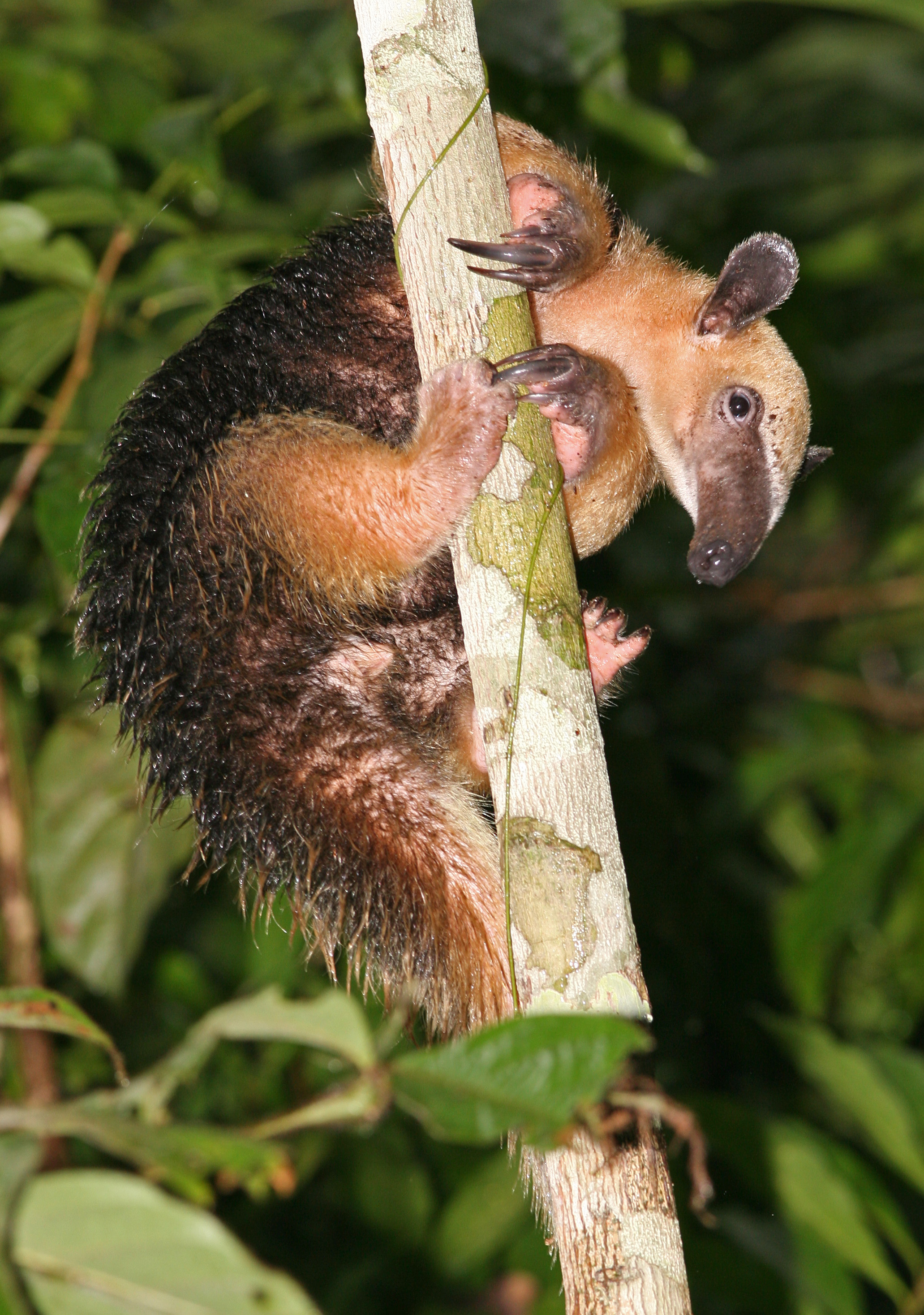
Südlicher Tamandua (Tamandua tetradactyla)

Die Vertreter der Myrmecophagidae leben endemisch in Amerika und kommen von Mittelamerika bis in das zentrale Südamerika östlich der Anden vor. Dort bewohnen sie tropische Regenwälder, aber auch Trockenwälder und offenere Savannenlandschaften. Während der Große Ameisenbär aufgrund seiner Größe ein reiner Bodenbewohner ist, können sich die Tamanduas auch in den Bäumen bewegen und dort auf Nahrungssuche gehen. Am Boden bewegen sie sich mit den Hinterfüßen flach aufsetzend (Sohlengang) fort, während die Vorderfüße mit den Knöcheln den Boden berühren (Knöchelgang). Die Nahrung besteht weitgehend aus Ameisen und Termiten, wobei die Bauten der Insekten mit den Krallen der Vorderfüße aufgerissen und die Tiere mit der Zunge aufgeleckt werden. Alle Arten der Myrmecophagidae leben einzelgängerisch, nur während der Fortpflanzungszeit kommen mehrere Individuen zusammen. In der Regel wird nur ein Junges geboren. Da die kleine Schnauze und die Vorderfüße mit den scharfen Krallen ungeeignet sind, das Jungtier zu transportieren, reitet dieses in der Säugephase meist auf dem Rücken des Muttertiers.

## Systematik
Die Myrmecophagidae bilden eine Familie innerhalb der Unterordnung der Ameisenbären (Vermilingua). Diese wiederum gehört zur Überordnung der Nebengelenktiere (Xenarthra), eine der vier Hauptlinien der Höheren Säugetiere. Innerhalb der Nebengelenktiere sind die nächsten Verwandten der Ameisenbären die Faultiere (Folivora), mit denen sie die Ordnung der Zahnarmen (Pilosa) bilden. Beide Gruppen trennten sich laut molekulargenetischen Untersuchungen vor etwa 58 Millionen Jahren. Die Zahnarmen bilden das Schwestertaxon zu den Cingulata, welche die Gürteltiere (Dasypoda) und deren ausgestorbene Verwandte wie den Glyptodontidae zusammenführen.
Die nächsten Verwandten der Myrmecophagidae innerhalb der Ameisenbären sind die heute monotypischen Cyclopedidae, denen rezent nur die Zwergameisenbären (Cyclopes) angehören. Die Aufspaltung der beiden Familien erfolgte, ebenfalls ermittelt durch molekulargenetische Analysen, im Mittleren Eozän vor rund 40 Millionen Jahren. Die weitere Aufsplitterung der Myrmecophagidae in die heutigen Linien vollzog sich im Oberen Miozän vor rund 10 bis 13 Millionen Jahren.
Heute umfassen die Myrmecophagidae zwei Gattungen mit insgesamt drei Arten:
- Myrmecophagidae Gray, 1825.

- Myrmecophaga Linnaeus, 1758

- Myrmecophaga tridactyla Linnaeus, 1758 (Großer Ameisenbär)

- Tamandua Gray, 1825

- Tamandua mexicana (Saussure, 1860) (Nördlicher Tamandua)
- Tamandua tetradactyla (Linnaeus, 1758) (Südlicher Tamandua)

Fossil sind mit Protamandua und Neotamandua noch zwei weitere Gattungen bekannt, wobei erstere im Mittleren Miozän, letztere im Oberen Miozän und im Pliozän nachgewiesen wurde.

## Bedrohung
Die Vertreter der Myrmecophagidae stellen teils weniger bedrohte Arten dar. Grund dafür ist ihr meist größeres Verbreitungsgebiet. Waldrodungen und die Umwandlung von offenen Landschaften in wirtschaftlich genutzte Gebiete können sich aber lokal auf die Bestände auswirken. Auch Wald- und Buschbrände in einigen Regionen bedrängen teilweise die örtlichen Populationen. Zurzeit listet die IUCN lediglich den Großen Ameisenbären als „gefährdet“ (vulnerable), die beiden Tamanduaarten gelten als „nicht gefährdet“ (least concern).